# Història del telescopi

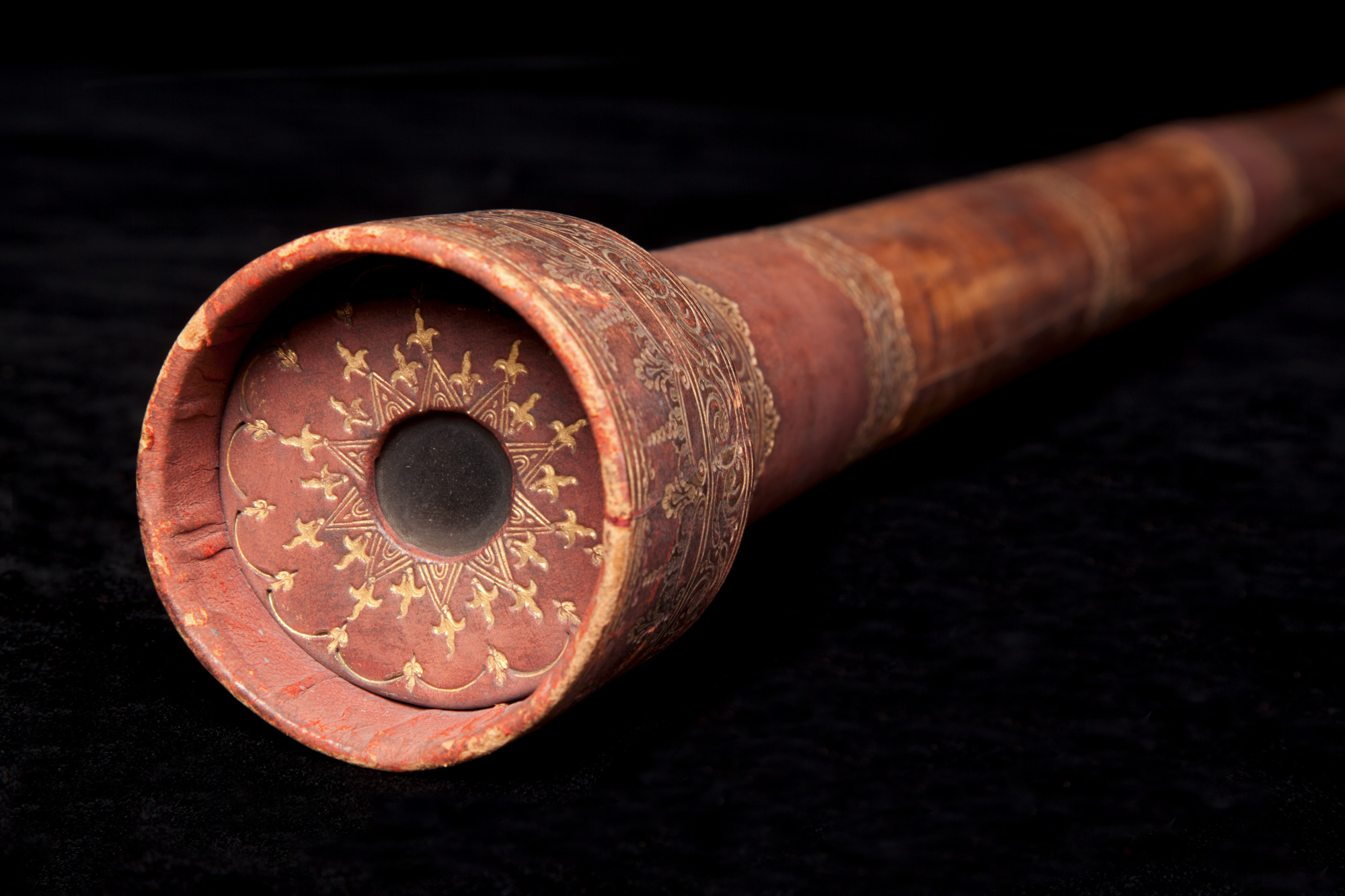
Ocular d'un telescopi galileà (c. 1620)

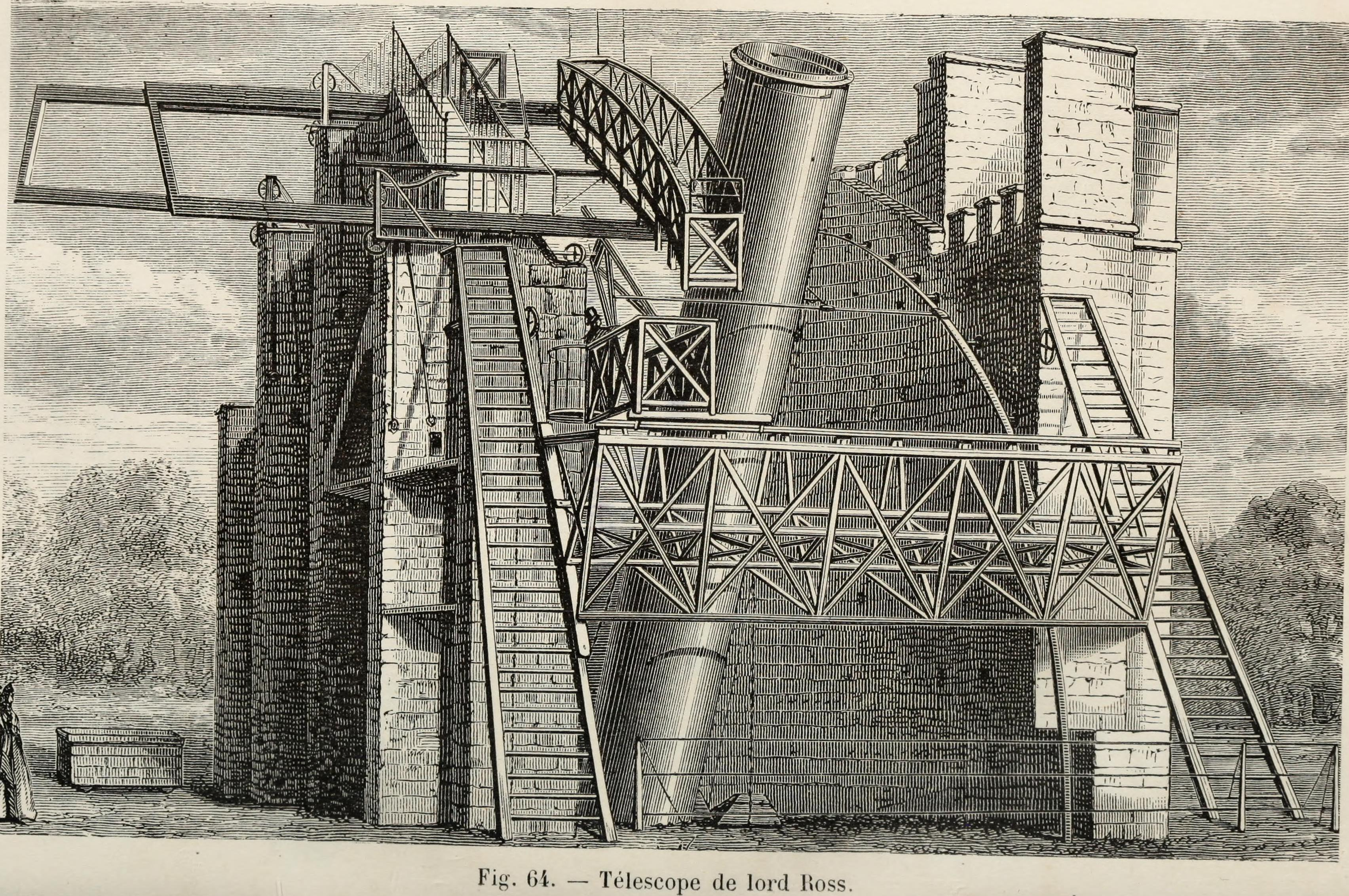
Leviatan de Parsonstown (1869)

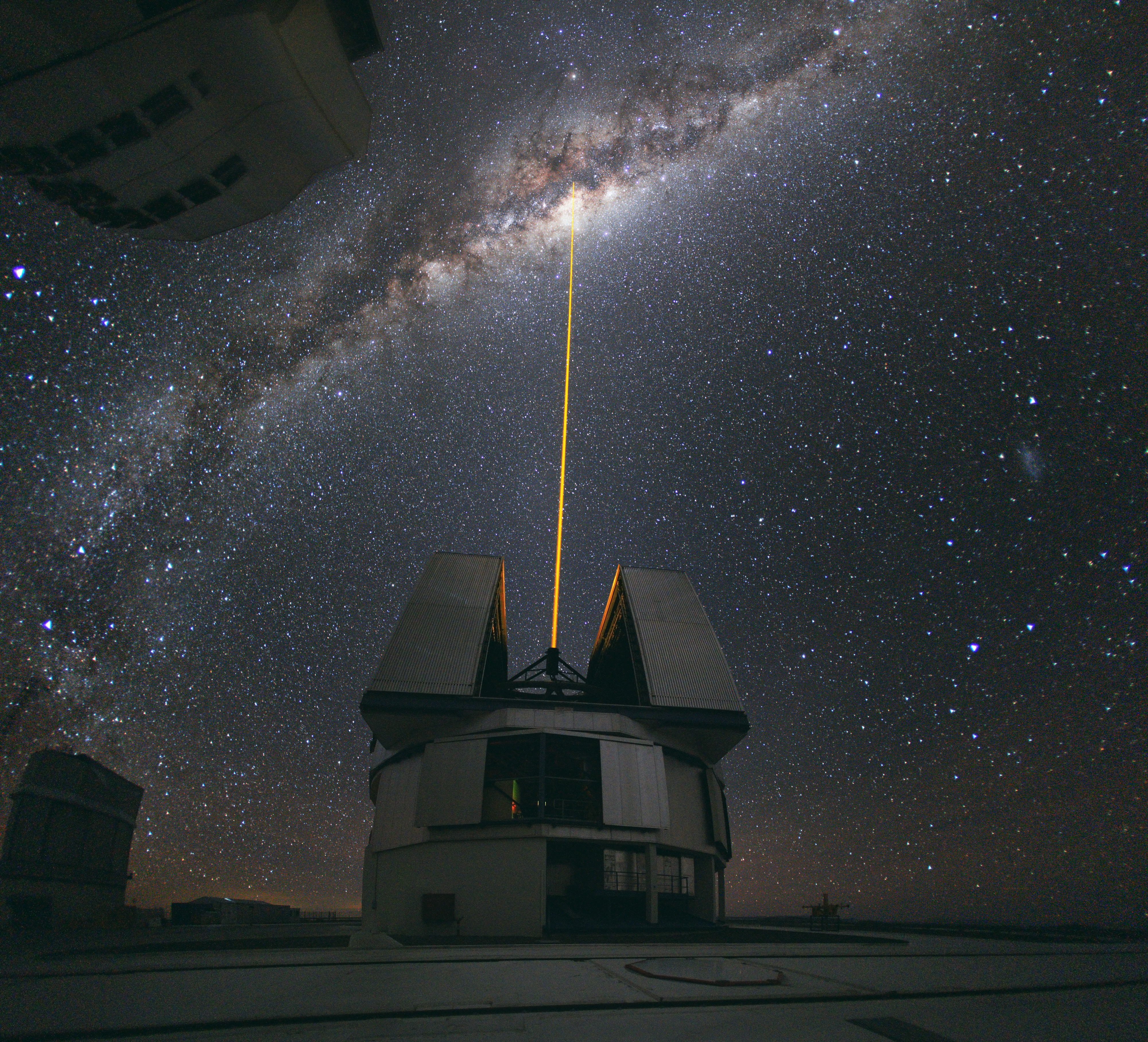
Observatori Paranal

Telescopi espacial Hubble

La història del telescopi com a instrument científic que ha contribuït decisivament a modelar la imatge que avui es té de l'Univers, es va iniciar cap al 1609, quan Galileo Galilei va dirigir per primera vegada les seves ulleres cap al cel. Des de llavors, s'ha produït una sèrie ininterrompuda de millores en l'instrument, que ha passat de ser un modest dispositiu òptic format per dues lents col·locades en els extrems d'un tub, a convertir-se en sofisticades xarxes informatitzades d'observatoris distribuïts tant per tot el globus terraqüi com en naus en òrbita.
Pel camí han quedat lligats al seu desenvolupament importants fites de la història de la ciència, com la confirmació de la validesa del sistema heliocèntric de Nicolau Copèrnic, el coneixement cada vegada més detallat dels cossos que formen el sistema solar, i una comprensió cada vegada més precisa de la dinàmica dels estels, les galàxies i de les lleis que regeixen la conformació de l'Univers.
I com a rerefons d'aquests descobriments, figuren de forma destacada les successives millores tecnològiques, especialment en el camp de la òptica, que van condicionar les diferents etapes històriques de preponderància dels telescopis refractors o dels reflectors, a través d'una perllongada carrera entre lents i miralls per obtenir resolucions cada vegada majors. Aquest recorregut ha estat culminat de moment amb les xarxes interferomètriques de grans observatoris, i amb l'ampliació de les radiacions estudiades per abastar l'espectre electromagnètic complet, des de les ones de ràdio fins als rajos gamma, passant per la llum visible i les microones.

## Panorama general

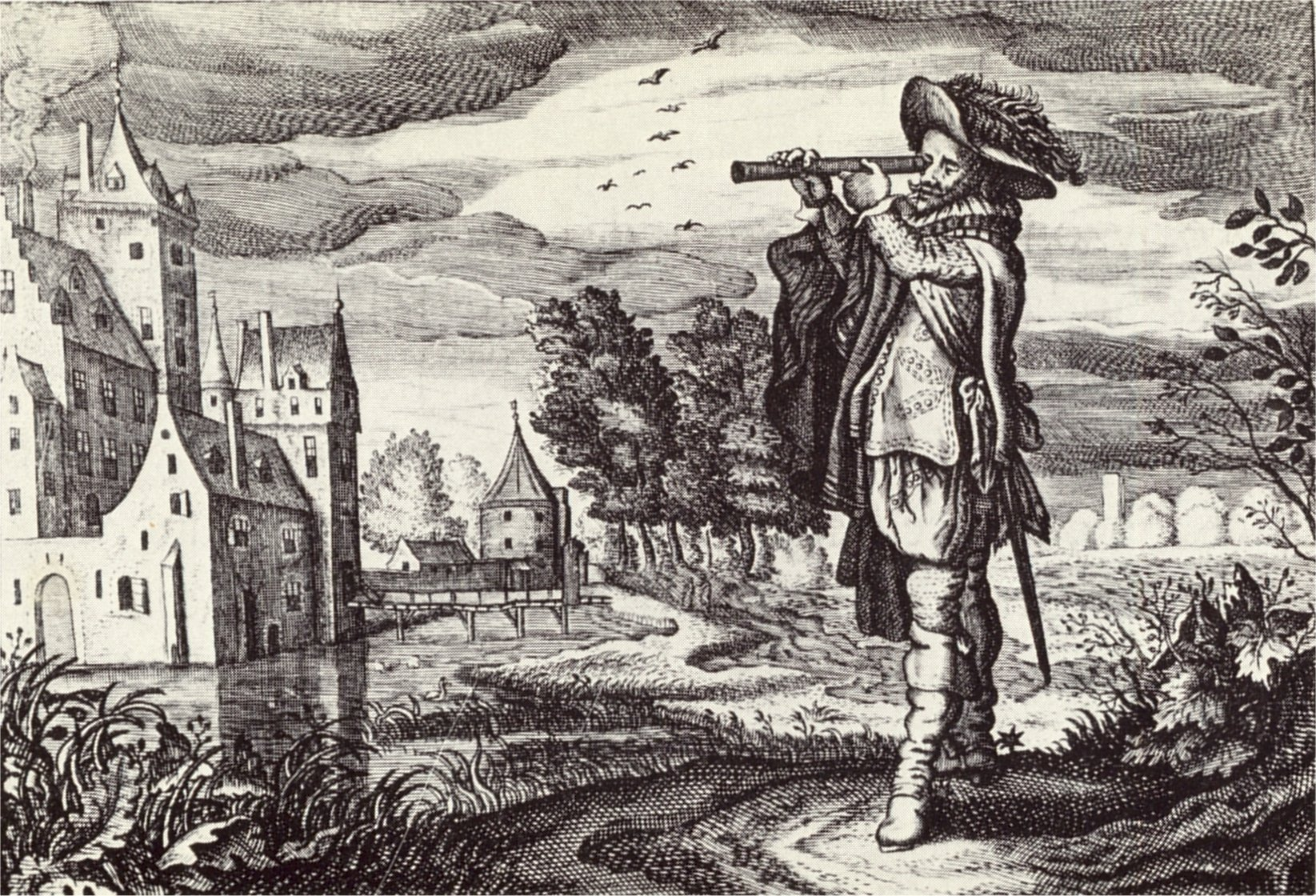
Representació primerenca d'un «telescopi holandès», de 1624

Els primers telescopis coneguts van aparèixer en 1608 als Països Baixos i s'atribueixen a Hans Lippershey (al nom de la qual figura la patent coneguda més antiga sobre l'instrument). Entre molts altres que van afirmar haver fet el descobriment figuren Zacharias Janssen, un fabricant de lents de Middelburg, i Jacob Metius de Alkmaar. D'altra banda, investigacions posteriors, com la de l'oftalmòleg Josep Maria Simón de Guilleuma demostra que el telescopi o "ullera llarga" és un descobriment que va poder haver estat inventat en 1590 pel gironí Joan Roget, fabricat pels Roget de Barcelona, la troballa de la qual podria haver arribat uns anys després als Països Baixos, on seria patentat.
El disseny d'aquests primers telescopis refractors consistia en una lent convexa -similar a una lupa- en l'objectiu i una lent còncava en l'ocular. Galileu va utilitzar aquest disseny a l'any següent. En 1611, Johannes Kepler va descriure com podia fabricar-se un telescopi quelcom diferent, amb una lent en l'objectiu convexa i una lent en l'ocular també convexa, i ja cap a 1655, astrònoms com Christiaan Huygens estaven construint potents però poc manejables telescopis keplerians amb oculars compostos.
La construcció del primer telescopi reflector "pràctic" se li atribueix a Isaac Newton l'any 1668, amb un disseny que incorporava un petit mirall diagonal plànol, disposat per desviar la llum recollida pel mirall esfèric principal cap a un ocular muntat en un costat del telescopi. La següent millora significativa en els telescopis de mirall va ser introduïda per Laurent Cassegrain en 1672, qui va descriure el disseny d'un reflector amb un petit mirall secundari convex per reflectir la llum a través d'un forat central en el mirall principal.
Les lents acromàtiques, que redueixen en gran manera l'aberració cromàtica de les lents dels objectius, permetent construir telescopis més curts i funcionals, van aparèixer per primera vegada en 1733 en un telescopi fabricat per Chester Moore Hall, que no va fer públic la seva troballa. No obstant això, John Dollond va tenir accés a una de les lents de Hall, i conscient de la seva importància, va començar la producció comercial d'instruments òptics acromàtics a partir de 1758.
Millores importants en els telescopis reflectors van ser la producció de grans miralls parabòlics desenvolupada per John Hadley en 1721; el procés del platejat de miralls de vidre introduït per Léon Foucault en 1857; i l'adopció de revestiments aluminitzats de llarga durada en els miralls reflectors a partir de 1932. El telescopi Ritchey-Chrétien, variant inventada al voltant de 1910 del reflector Cassegrain, encara que no es va adoptar de forma generalitzada fins al 1950, és una configuració utilitzada per molts telescopis moderns (com el Telescopi espacial Hubble), gràcies a la major amplitud de camp visual que proporciona davant del disseny original de Cassegrain.
Durant el període de 1850-1900, els reflectors es van veure llastrats pels problemes que causava la poca durabilitat de la lluentor de l'aliatge metàl·lic amb la qual es fabricaven els miralls, el speculum. Aquest fet va propiciar que es fabriqués un nombre considerable de "Grans refractors", la grandària dels quals va créixer amb gran rapidesa. El procés va culminar amb la posada en servei en 1897 del refractor de l'Observatori Yerkes, amb una lent d'1 m de diàmetre. No obstant això, ja s'havia aconseguit el límit teòric del diàmetre màxim de les lents (condicionat per l'excessiva deformació causada pel seu propi pes suspès), i a partir de la dècada de 1900 es van construir una sèrie de reflectors amb miralls de vidre cada vegada més grans, incloent el de Mount Wilson de 60 polzades (1,50 m), el del Telescopi Hooker de 100 polzades (2,5 metres) (1917) i el de 200 polzades (5 metres) del Telescopi Hale (1948).
De forma generalitzada, la immensa majoria dels grans telescopis d'investigació des de 1900 han estat reflectors. Entre 1975 i 1985 es van construir nombrosos telescopis d'uns 4 metres (160 polzades) d'obertura, triant-se emplaçaments de gran altitud en llocs com Hawaii o el desert d'Atacama xilè. El desenvolupament de la muntura altazimutal controlada per ordinador en els anys 1970 i de la òptica activa en la dècada de 1980 va fer possible una nova generació de telescopis encara més grans, començant per l'Observatori W. M. Keck de 10 metres (400 polzades) de 1993/1996, i seguint per una sèrie de telescopis de 8 metres com el Very Large Telescope de l'Observatori Europeu Austral, l'Observatori Gemini o el Telescopi Subaru.
L'era del radiotelescopi (en paral·lel al desenvolupament de la radioastronomia) va néixer amb l'afortunat descobriment realitzat per Karl Guthe Jansky d'una radiofont espacial en 1931. Molts altres tipus de telescopis van ser desenvolupats al segle XX per a una àmplia gamma de freqüències, des de les ones de ràdio fins als rajos gamma. El desenvolupament del primer observatori espacial a partir de 1960 va permetre l'accés a diverses bandes impossibles d'observar des de la superfície terrestre, incloent els rajos X i les bandes de longitud d'ona més llargues, com la radiació infraroja.

## Els telescopis òptics

### Invenció

#### Fonaments òptics

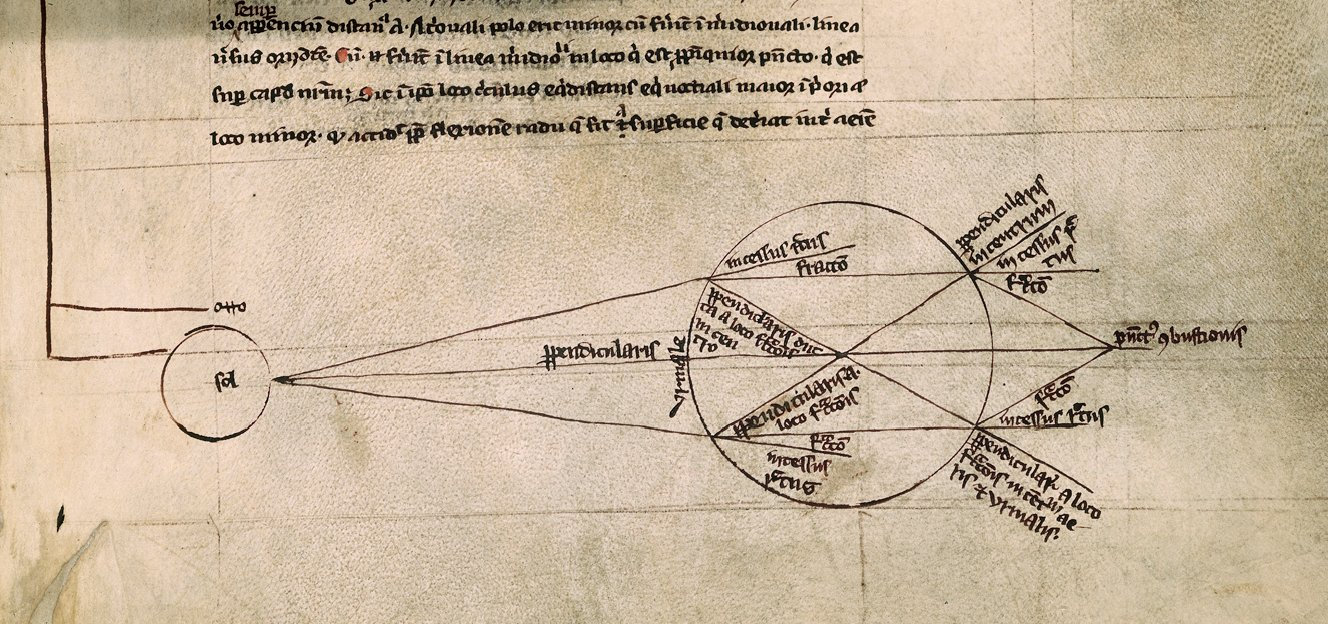
Esquema òptic que mostra la llum sent refractada per un recipient de vidre esfèric ple d'aigua, de l'obra de Roger Bacon De multiplicatione specierum.

Les lents i les seves propietats eren ben conegudes abans de la invenció del telescopi òptic; lents simples fabricades de sílex eren conegudes des d'èpoques remotes. Claudi Ptolemeu (en la seva obra Òptica, escrita al segle segon d. de C.) va escriure sobre les propietats de la llum, incloent la reflexió, la refracció i el color. Durant el segle x, l'erudit persa Ibn Sahl, va realitzar algunes descripcions més afinades, molt per davant dels coneixements òptics d'aquella època.
Està ben documentat que va ser al segle XII aproximadament quan a Europa es van començar a utilitzar les pedres de lectura (lents d'augment col·locades sobre el text a llegir), així com lents per produir foc. Es considera que les primeres ulleres per corregir la presbícia utilitzant lents convexes es van inventar en el nord d'Itàlia entre finals del segle xiii i el començament del segle xiv, i que la invenció de l'ús de lents còncaves per corregir la miopia correspon a Nicolau de Cusa en 1451. Així, el coneixement primerenc i la disponibilitat de lents per a ulleres entre els segles XIII i XVI, va haver de possibilitar que moltes persones poguessin descobrir com a mera curiositat els principis del telescopi combinant lents còncaves i convexes. Al segle xiii Robert Grosseteste va escriure diversos tractats científics entre 1230 i 1235, incloent De Iride (el títol es refereix a l'arc de Sant Martí), en el qual afirmava que:
| « | "Aquesta part de l'òptica, sent ben entesa, ens mostra com podem fer que les coses es vegin des d'una distància molt llarga com si es col·loquessin molt a prop, i que grans coses properes semblin molt petites, i com podem fer que petites coses que estiguin a una distància apareguin a qualsevol grandària que vulguem, fent possible per a nosaltres llegir les lletres més petites a distàncies increïbles..." | » |

Roger Bacon va ser alumne de Grosseteste a Oxford, i sovint es pensa que va poder haver descrit un dispositiu d'augment al segle xiii, encara que no hi ha constància que construís un model de treball.

#### Desenvolupaments anteriors al segle XVII
Existeix alguna evidència documental, però no es conserven instruments o evidències físiques, que els principis dels telescopis ja es coneixien al segle XVI. Escrits dels anglesos John Dee i Thomas Digges de 1570 i 1571, respectivament, atribueixen l'ús de telescopis tant reflectors com a refractors a Leonard Digges (pare de Thomas), sent confirmat per un escrit independent obra del matemàtic William Bourne de 1580. Van poder haver estat instruments experimentals, i mai es van donar a conèixer àmpliament ni es van reproduir. Thomas Digges descriu el dispositiu del seu pare de la següent manera:
| « | "Però el meu pare per les seves contínues i penoses pràctiques, va ser capaç de deixar aquestes causes celestials i les coses fetes des de l'antiguitat fa molt temps, i ajudat per demostracions matemàtiques, amb ulleres proporcionals degudament situades en angles convenients, no solament descobria coses llunyanes, llegia cartes, o comptava peces de diners amb la mateixa moneda i la mateixa inscripció, llançades per alguns dels seus amics a propòsit sobre els camps oberts, sinó que també a set milles de distància declarava el que s'havia fet en aquest instant en llocs privats." | » |

Encara que Digges va poder haver creat un instrument rudimentari amb la participació de lents i miralls, el rendiment òptic necessari per veure els detalls de les monedes situades al voltant en els camps o activitats privades a set milles de distància, queda més enllà de la tecnologia de l'època.
A Itàlia, Giovanni Battista della Porta es va referir a un possible telescopi ja en 1586, quan va escriure en una carta: "  ...fer vidres per poder reconèixer a un home a diverses milles de distància." En la seva obra Natural Magic publicada en 1589, va escriure:
| « | "Amb una lent còncava veuràs petites coses llunyanes molt clarament. Amb una lent convexa, les coses més properes es fan majors, però més fosques. Si se sap com encaixar ambdues juntes, es veuran ambdues coses al lluny, i les coses prop de la mà, tan majors com clares." | » |

Della Porta estava preocupat per altres assumptes en aquell moment i va haver de pensar que la idea d'un "telescopi" no era massa important. Reivindicacions similars s'han fet sobre el català Joan Roget (va morir abans de 1624) com a inventor d'un primitiu instrument similar a un telescopi.

#### Els primers telescopis coneguts
L'explotació pràctica de l'instrument es va aconseguir i es va donar a conèixer sens dubte als Països Baixos en 1608, però el mèrit de la invenció original ha estat reclamat en nom de tres persones: Hans Lippershey i Zacharias Janssen —fabricants de lents de Middelburg— i Jacob Metius d'Alkmaar (també conegut com Jacob Adriaanszoon). A Hans Lippershey se li atribueix la creació i difusió dels primers dissenys pràctics de telescopi. Va sol·licitar en els Estats generals dels Països Baixos el 2 d'octubre de 1608 una patent sobre un instrument per veure des de lluny com si s'estigués a prop," avançant-se a la patent de Jacob Metius per un parell de setmanes. Però Lippershey tampoc va rebre la patent, a causa que la mateixa demanda d'invenció ja havia estat presentada per un altre fabricant de lents. No obstant això, el govern holandès ho va recompensar generosament per les còpies del seu disseny.
Els telescopis holandesos originals estaven composts d'una lent convexa i d'una lent còncava, amb l'avantatge que els instruments construïts d'aquesta manera no inverteixen la imatge. El disseny original de Lippershey solament tenia una magnificació de 3x. Segons sembla, es van produir als Països Baixos en nombre considerable poc després de la data de la seva invenció, difonent-se ràpidament per tot Europa.

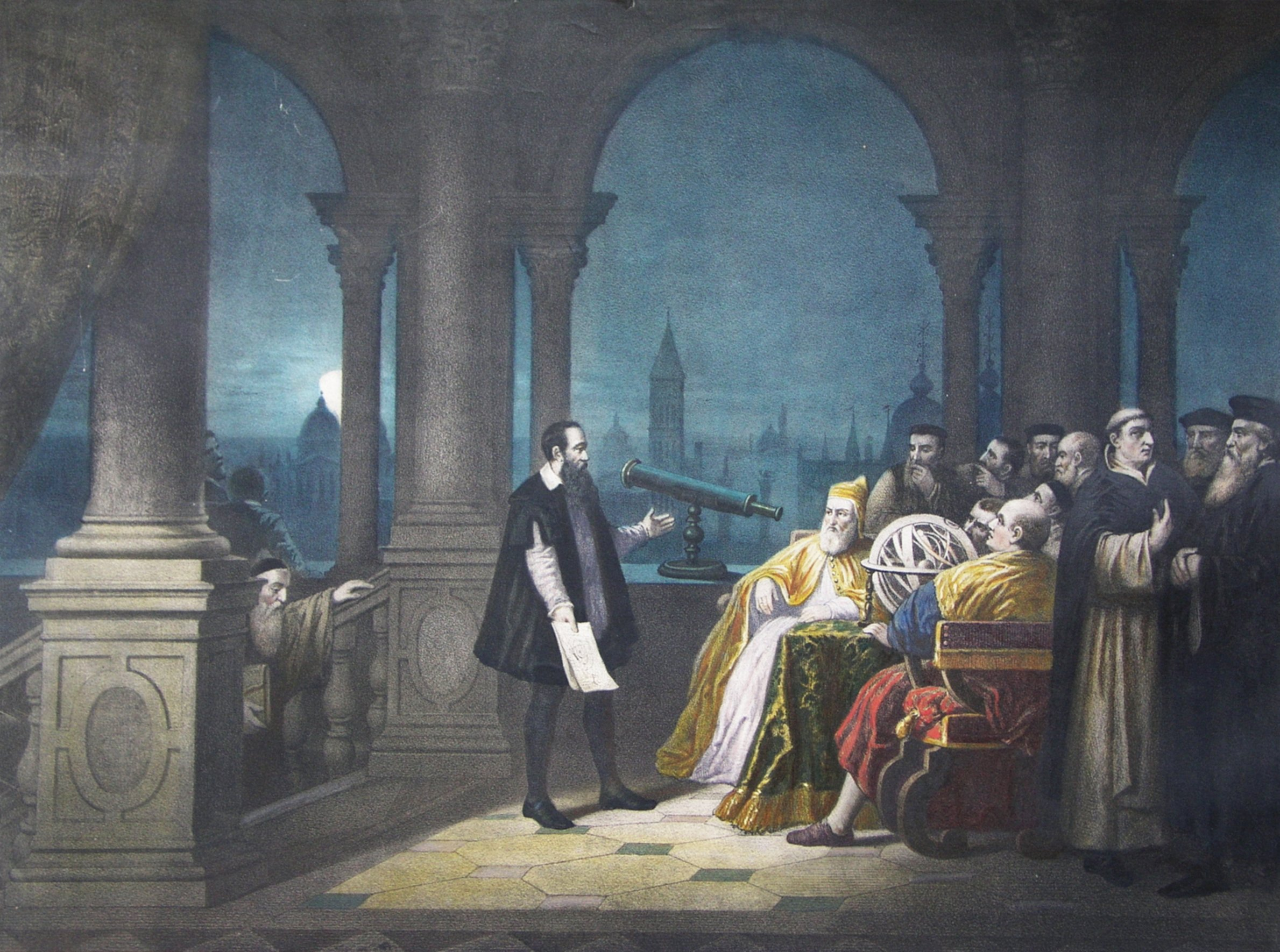
Escena amb Galileo Galilei mostrant el seu telescopi a Leonardo Donato en 1609. (Pintura del segle XIX).

Galileu es trobava a Venècia al juny de 1609 quan va sentir parlar de les "lents perspectives holandeses", per mitjà de les quals els objectes distants es veien més i més grans. Galileu va comentar que va poder resoldre el problema de la construcció d'un telescopi la primera nit després del seu retorn a Pàdua des de Venècia, fabricant el seu primer instrument l'endemà. Consistia en una lent convexa situada en un extrem d'un tub de plom i una lent còncava en l'altre. Uns dies després, després d'haver tingut èxit a construir un telescopi millor que el primer, ho va portar a Venècia, on va comunicar els detalls de la seva invenció al públic i va presentar l'instrument al dogo Leonardo Donato davant el ple del Consell. El senat va recompensar a Galileu per la seva invenció amb un lloc de treball vitalici de professor a Pàdua i va duplicar el seu salari.

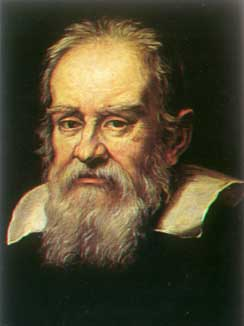
Retrat de Galileo Galilei

Galileu va dedicar el seu temps a millorar i perfeccionar el telescopi i aviat va tenir èxit en la producció de telescopis de gran potència d'augment. El seu primer telescopi magnificava tres diàmetres, però aviat va realitzar instruments que magnificaven vuit diàmetres, i més endavant va aconseguir fins als trenta-tres augments. Amb aquest últim instrument, va descobrir en 1610 les llunes galileanes de Júpiter i poc després les taques solars, les fases del planeta Venus, i els pujols i valls de la Lluna. En aquest assoliment sembla que va poder haver estat precedit per Thomas Harriot, qui va realitzar els primers dibuixos de la lluna amb l'ajuda d'un telescopi de Galileu al juliol de 1609. Va demostrar la revolució dels satèl·lits de Júpiter al voltant del planeta i va deduir prediccions aproximades de les seves configuracions; va descobrir la rotació del Sol sobre el seu eix; i va establir la veritat general de la teoria heliocèntrica de Copèrnic enfront del model de Claudi Ptolemeu. L'instrument de Galileu va ser el primer al que se li va donar el nom de "telescopi". La paraula va ser inventada pel poeta i teòleg grec Giovanni Demisiani en un banquet celebrat el 14 d'abril de 1611 pel príncep Federico Cesi per celebrar l'elecció de Galileo Galilei com a membre de l'Acadèmia Nacional dels Linxs. El nou nom tenia el seu origen en dos termes procedents del idioma grec: tele = 'lluny' i skopein = 'per mirar o veure'; Teleskopos = 'visor del llunyà'.
Aquests assoliments brillants, juntament amb les immenses millores de l'instrument introduïdes per Galileu, van eclipsar en gran manera el crèdit a causa de l'inventor original, i va conduir a l'adopció universal del nom de telescopi refractor per a la forma de l'instrument inventat per Lippershey.

### Altres millores

#### Telescopis refractors
Va ser Johannes Kepler qui va explicar "la teoria i alguns dels avantatges pràctics d'un telescopi construït per dues lents convexes" en la seva 'Catòptrica' (1611). La primera persona que realment va construir un telescopi d'aquesta forma va ser el jesuïta Christoph Scheiner, que va donar una descripció de l'instrument en la seva obra Rosa Ursina (1630).
William Gascoigne va obtenir un important avantatge derivat de la configuració del telescopi suggerida per Kepler, que permetia intercalar un petit objecte en el plànol focal comú de l'objectiu i de l'ocular. Això va conduir a la invenció del micròmetre, i la seva aplicació a la mira telescòpica dels instruments astronòmics de precisió. No va ser fins a mitjan segle XVII quan es va generalitzar l'ús del telescopi de Kepler, no tant pels avantatges assenyalats per Gascoigne, sinó perquè el seu camp de visió era molt major que el dels telescopis refractors galileans.
Els primers telescopis keplerians de gran abast van ser construïts per Christiaan Huygens després de molts assajos, tasca en la qual va col·laborar el seu germà. Un d'aquests instruments (amb una lent de 56,9 mm de diàmetre i una distància focal de 3,65 m), li va permetre descobrir en 1655 Tità, el més brillant dels satèl·lits de Saturn. En 1659 va publicar el seu "Systema Saturnium", obra en la qual per primera vegada es va donar una veritable explicació dels anells de Saturn, fundada en observacions fetes amb el mateix instrument.

##### Telescopi refractor de gran distància focal

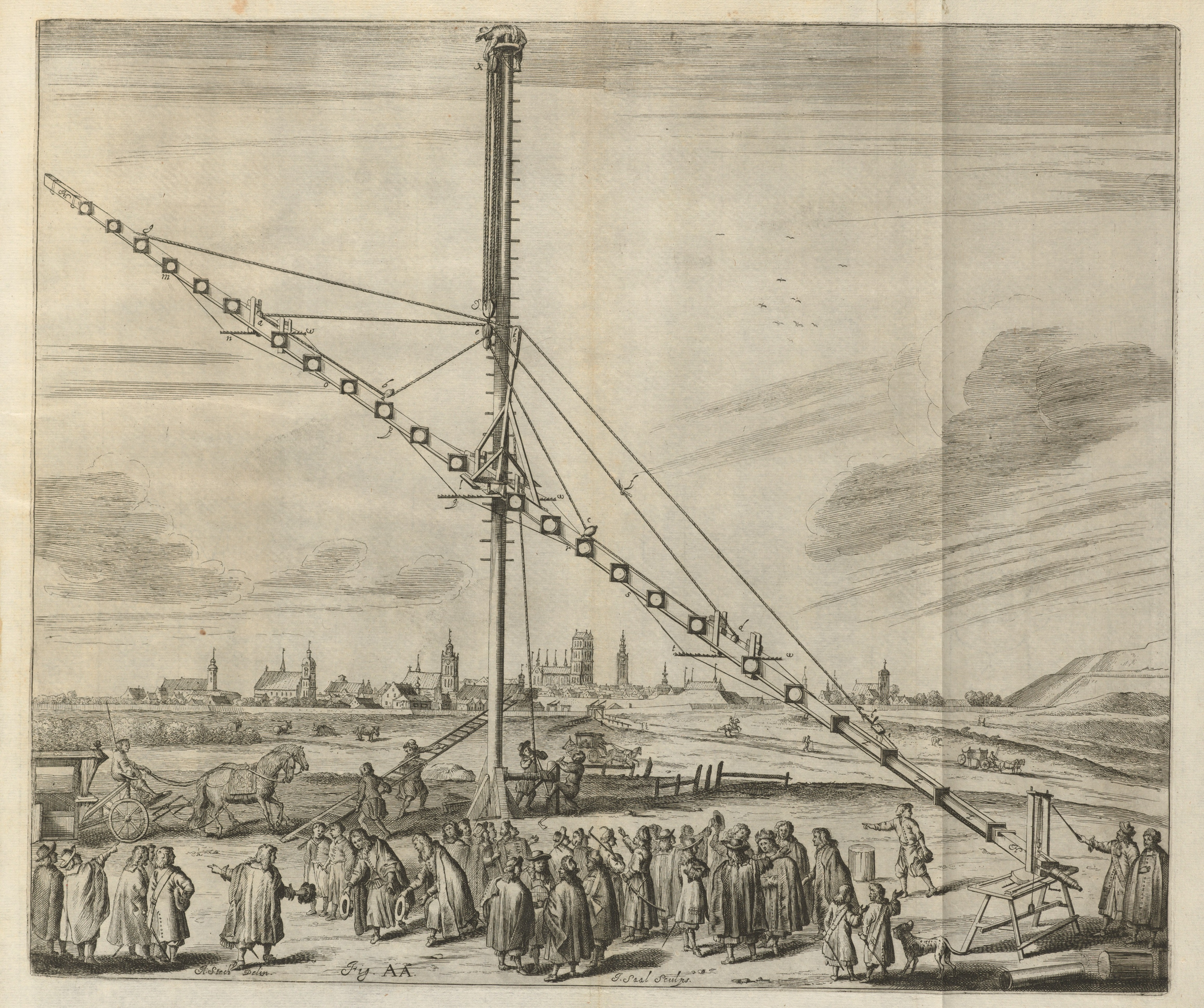
Xilografia mostrant un telescopi keplerià amb una distància focal de 45 m, construït per Johannes Hevelius. Del seu llibre, "Machina coelestis" (primera part), publicat en 1673.

La nitidesa de la imatge en el telescopi de Kepler està limitada per l'aberració cromàtica, introduïda per les propietats de refracció no uniformes de la lent de l'objectiu. L'única manera de superar aquesta limitació amb alts augments és crear objectius amb distàncies focals molt llargues. Giovanni Cassini va descobrir en 1672 el cinquè satèl·lit de Saturn (Rea) amb un telescopi d'11 m de distància focal, i astrònoms com Johannes Hevelius estaven construint telescopis amb longituds focals de fins a 45 m. A causa de la gran longitud dels seus tubs, aquests telescopis necessitaven disposar de bastides o de grans mastelers i grues per mantenir-los en posició. El seu valor com a eines d'investigació quedava molt limitat perquè els llargs "tubs" d'aquests instruments es flexionaven i vibraven amb la brisa més lleugera, arribant a esfondrar-se sovint.

##### Telescopis aeris
A causa dels esmentats problemes de construcció, en alguns dels telescopis de refracció més llargs construïts després de 1675 va arribar a prescindir-se del tub. L'objectiu es muntava sobre una ròtula orientable en la part superior d'un pal, arbre, o qualsevol estructura alta disponible, i s'orientava per mitjà d'una cadena o unes varetes. L'ocular es prenia amb la mà o se situava en un suport col·locat en el punt focal de la lent de l'objectiu, i l'enfocament de la imatge s'ajustava per prova i error. A causa de la seva manca de tub, aquests instruments van ser denominats "telescopis aeris". La seva invenció ha estat atribuïda a Christiaan Huygens i al seu germà Constantijn Huygens, Jr., encara que no és clar si aquest fet és cert. Christiaan Huygens i el seu germà van fabricar objectius de fins a 220 mm de diàmetre i 64 m de distància focal, i alguns altres com Adrien Auzout van construir telescopis amb longituds focals de fins a 180 m. No obstant això, aquests telescopis de gran longitud, lògicament, eren molt difícils d'usar i van haver de requerir l'habilitat més gran i paciència per part de l'observador. Van ser emprats per diversos altres astrònoms, però va ser Cassini qui més profit va obtenir d'aquest instrument, amb el qual va descobrir els satèl·lits tercer i cambra de Saturn en 1684 utilitzant un telescopi aeri format amb els objectius realitzats per Giuseppe Campani, de 30 i 41 m de longitud focal.

#### Telescopis reflectors
La capacitat d'un mirall corb per formar una imatge pot haver estat coneguda des dels temps d'Euclides i havia estat àmpliament estudiada per Alhazen al segle xi. Galileu, Giovanni Francesco Sagredo i uns altres, esperonats pel seu coneixement que els miralls corbats tenien propietats similars a les de les lents, van analitzar la idea de construir un telescopi utilitzant un mirall com a objectiu. Niccolò Zucchi, un jesuïta italià físic i astrònom, va escriure en la seva obra de 1652 Optica philosophia que havia tractat de substituir la lent d'un telescopi refractor per un mirall còncau de bronze en 1616. Va intentar buscar la imatge en el mirall amb una lent còncava de mà, però no va poder obtenir un resultat satisfactori, possiblement a causa de la mala qualitat del mirall, a l'angle amb què el va inclinar, o al fet d'obstruir parcialment el camp d'observació.

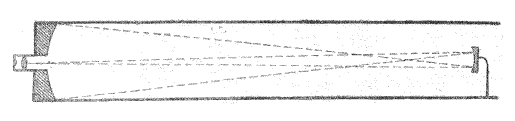
Recorregut dels rajos de llum en un telescopi gregorià

En 1636 Marin Mersenne va proposar la idea d'un telescopi que constés d'un mirall primari parabòlic i d'un mirall secundari també parabòlic, en el qual es reflectís la imatge a través d'un forat en el mirall primari, com a solució al problema de poder observar les imatges captades. James Gregory va analitzar el problema amb major detall en el seu llibre Optica Promota (1663), assenyalant que un telescopi reflector amb un mirall que tingués la forma d'una secció cònica, mancaria de l'aberració esfèrica així com de l'aberració cromàtica que es produeix en els refractors. El disseny que va idear porta el seu nom: "telescopi gregorià"; però segons la seva pròpia confessió, Gregory no tenia cap habilitat pràctica i no va poder trobar un òptic capaç de comprendre les seves idees. Després d'alguns intents infructuosos, es va veure obligat a abandonar tota esperança de convertir el seu telescopi en un instrument pràctic.

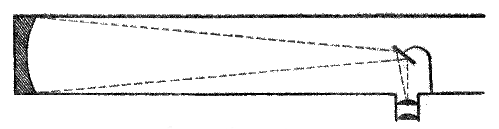
Recorregut dels rajos de llum en un telescopi newtonià

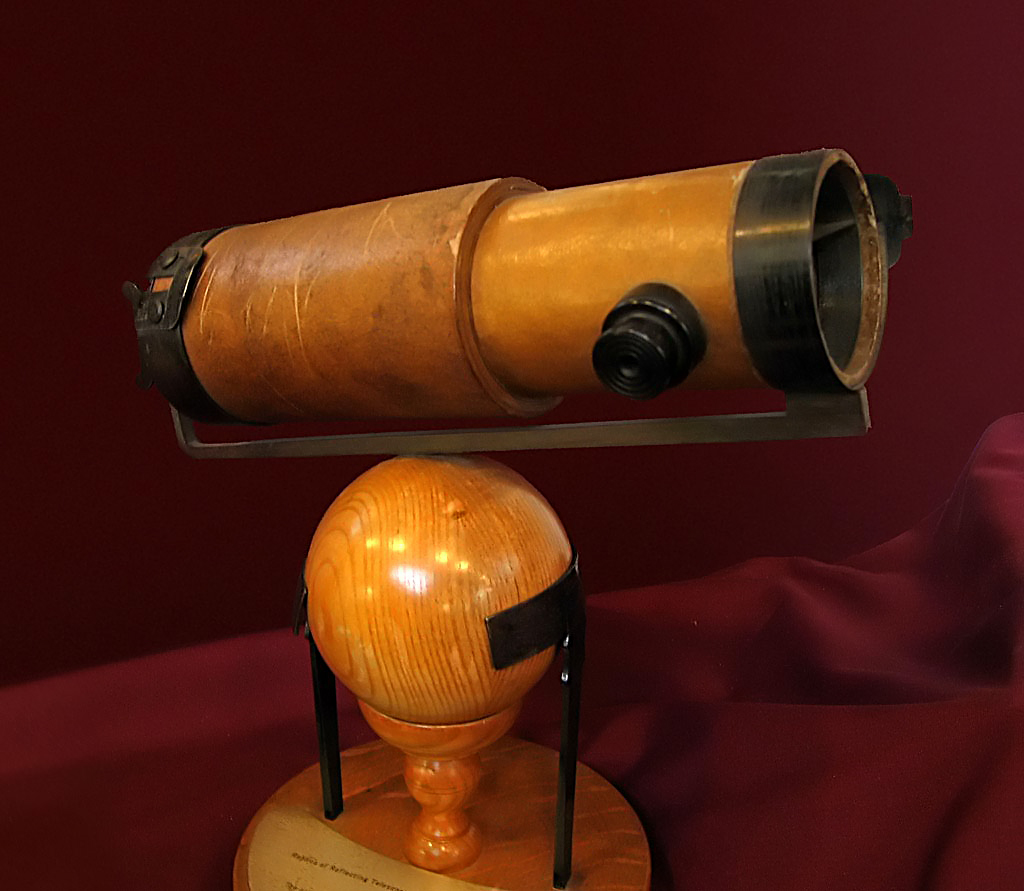
Rèplica del segon telescopi reflector de Newton, presentat a la Royal Society en 1672.

En 1666 Isaac Newton va deduir sobre la base de les seves teories de la refracció i del color, que els problemes de nitidesa de les imatges generades pels telescopis refractors eren deguts més a la variació de la refracció dels diferents colors de la llum en la lent, que a la forma imperfecta de la pròpia lent. Va concloure erròniament que la llum mai podria ser refractada a través d'una lent sense causar aberracions cromàtiques. Després d'alguns experiments succints, va afirmar que els prismes de tots els materials refractius separarien els colors en una proporció constant associada a la seva refracció mitjana. A partir d'aquests experiments, va arribar a la conclusió que no era possible millorar els telescopis refractors. Les seves experiències amb els miralls van demostrar que no produeixen els errors cromàtics de les lents, atès que para tots els colors de la llum l'angle d'incidència en un mirall és igual a l'angle de reflexió. Com a prova de les seves teories, Newton es va proposar construir un telescopi reflector. Va completar el seu primer dispositiu en 1668, el telescopi reflector funcional conegut més antic. Després de molta experimentació, va optar per un aliatge (denominada speculum) a força de estany i coure com el material més adequat per al mirall de l'objectiu. Posteriorment va idear millors mètodes per amolar i polir els seus miralls, triant una forma esfèrica en lloc d'una forma parábólica per simplificar la seva construcció. Va afegir al seu reflector el que és el segell distintiu del disseny d'un "telescopi newtonià", un "mirall pla diagonal" secundari, situat prop del focus del mirall primari per reflectir la imatge en un angle de 90° cap al ocular muntat en un costat del telescopi. Aquesta addició única va permetre que la imatge es vegi amb una obstrucció mínima del camp de visió del mirall objectiu. També va dissenyar i va construir el tub, la muntura i els accessoris de l'instrument. El primer telescopi reflector compacte de Newton tenia un diàmetre de mirall de 3,3 cm i una relació focal de f/5, i amb ell es podien veure les quatre llunes galileanes de Júpiter i les fases del planeta Venus. Animat per aquest èxit, va fer un segon telescopi amb un poder d'augment de 38x, que va presentar a la Royal Society al desembre de 1672. Aquest tipus d'instrument es denomina encara telescopi newtonià.

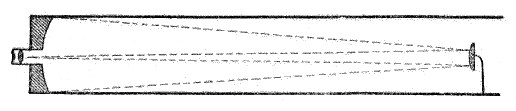
Recorregut de la llum en un telescopi Cassegrain

Una tercera forma de telescopi reflector, el "reflector Cassegrain", va ser ideat en 1672 per Laurent Cassegrain. El telescopi tenia un petit mirall secundari convex de secció hiperbòlica, situat prop del focus primari per reflectir la llum a través d'un forat central situat en el mirall principal.
Sembla que no es va realitzar cap altre avanç significatiu en el disseny o construcció dels telescopis reflectores durant 50 anys, fins que John Hadley (més conegut com l'inventor de l'octant) va desenvolupar mètodes per fabricar amb speculum miralls asféricos de precisió, incloent els de superfície parabòlica. Així, en 1721 va presentar davant la Royal Society el primer reflector newtonià parabòlic, amb un mirall metàl·lic de "speculum" de 15 cm de diàmetre i una longitud focal d'1,6 m. L'instrument va ser examinat per James Pound i James Bradley. Després de comentar que el telescopi de Newton hi havia estat descurat durant cinquanta anys, van indicar que Hadley havia demostrat suficientment que la seva invenció no consistia en una simple teoria sense aplicació. Van comparar el seu rendiment amb el telescopi aeri de 190 mm de diàmetre originalment presentat a la Royal Society per Constantijn Huygens, Jr. i van concloure que el reflector d'Hadley "és capaç de magnificar un objecte tantes vegades com el d'Huygens", mostrant objectes molt propers entre si sense barrejar-los, encara que no del tot tan clars i brillants.
Bradley i Samuel Molyneux, que havien estat instruïts per Hadley en els seus mètodes de poliment de metall de miralls, van aconseguir produir els seus propis grans telescopis reflectores, un dels quals tenia una longitud focal de 2,4 m. Aquests mètodes de fabricació de miralls van ser transmesos per Molyneux a dos tallers òptics de Londres -Scarlet i Hearn- que es van dedicar a la fabricació de telescopis.
El matemàtic i òptic britànic James Short va començar a experimentar amb la construcció de telescopis basats en els dissenys de Gregory en la dècada de 1730. Primer va tractar de fer els seus miralls de vidre com havia suggerit Gregory, però més tard va assajar amb miralls metàl·lics de "speculum", creant telescopis gregorians amb disseny original a partir de superfícies de revolució parabòliques i el·líptiques. Short es va dedicar professionalment a fabricar telescopis (tots del tipus gregorià), activitat que va practicar primer a Edimburg i després a Londres. Va morir a Londres en 1768, després d'haver fet una fortuna venent nombrosos telescopis.
Atès que els miralls secundaris de speculum redueixen en gran manera la lluminositat percebuda en l'ocular, diversos dissenyadors de telescopis reflectores van tractar d'eliminar-los. En 1762 Mikhaïl Lomonóssov va presentar un telescopi reflector davant el fòrum de l'Acadèmia de Ciències de Rússia. Tenia el seu mirall primari inclinat quatre graus respecte a l'eix del telescopi, podent observar-se la imatge a través d'un ocular muntat en la part davantera del tub del telescopi sense que el cap de l'observador bloquegés la llum entrant. Aquesta innovació no es va publicar fins a 1827, per la qual cosa aquest tipus d'instrument va ser denominat telescopi Herscheliano en referència a un disseny similar de William Herschel.

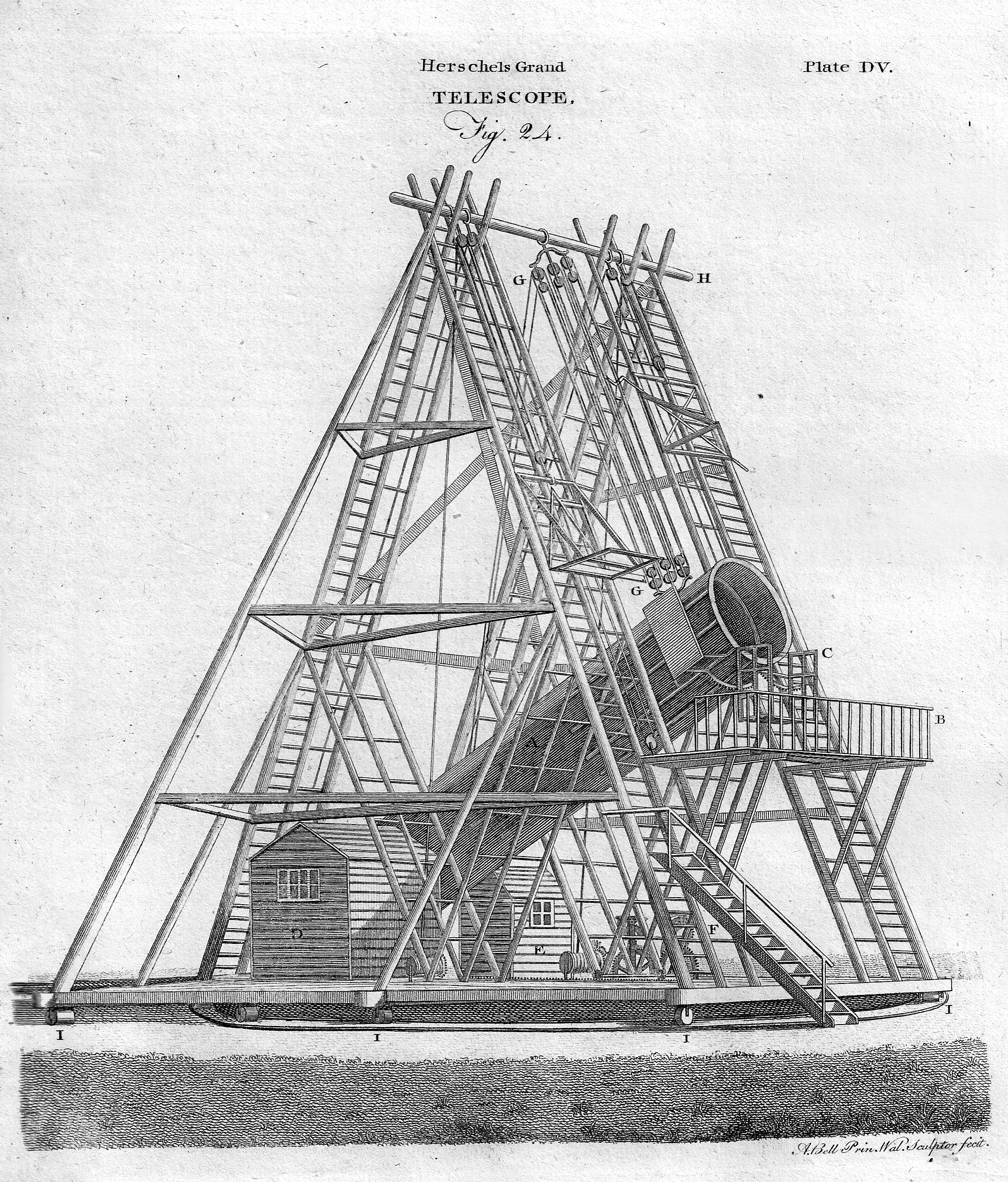
Telescopi de William Herschel de "40-peus" de 1789, amb un mirall d'1,20 m de diàmetre. Il·lustració de la tercera edició de l'Encyclopædia Britannica, publicada en 1797.

Cap a 1774, William Herschel (llavors mestre de música a Bath, Anglaterra) va començar a ocupar les seves hores d'oci en la construcció de miralls per a telescopis reflectores, i finalment va acabar dedicant-se completament a la seva construcció i al seu ús en la investigació astronòmica. En 1778, va seleccionar un mirall reflector de 16 cm (el millor dels 400 miralls que havia fabricat), amb el qual va construir un telescopi de 2,1 m de distància focal. Usant aquest telescopi va fer els seus primers brillants descobriments astronòmics. En 1783 va completar un reflector d'aproximadament 46 cm de diàmetre i 6,1 m de distància focal. Va observar els cels amb aquest telescopi durant uns vint anys, reemplaçant el mirall diverses vegades. En 1789 va acabar la construcció del seu major telescopi reflector, amb un mirall de 120 cm i una distància focal de 12 m (comunament conegut com telescopi de 40 peus) a la seva nova casa de l'observatori en Slough, Anglaterra. Per reduir la pèrdua de llum causada per la pobra reflectividad dels miralls de "speculum", Herschel va eliminar el petit mirall diagonal del seu disseny, i ladeó el mirall primari perquè pogués veure's la imatge formada directament. Aquest disseny ha passat a cridar-se telescopi herschelià. Va descobrir la sisena lluna coneguda de Saturn, Encèlad, la primera nit que el va utilitzar (el 28 d'agost de 1789), i el 17 de setembre, la seva setena lluna coneguda, Mimas. Va ser el telescopi més gran del món durant més de 50 anys. No obstant això, malgrat el seu gran abast, era molt difícil de manejar, sent menys utilitzat que el seu reflector favorit de 47,5 centímetres.
En 1845 William Parsons va construir el seu reflector newtonià de 180 cm, popularment conegut com el "Leviatan de Parsonstown", amb el qual va descobrir galàxies de forma espiral.
Tots aquests grans reflectores estaven llastrats per la pobra reflectividad i la ràpida pèrdua de la lluentor dels seus miralls causada per l'oxidació del speculum. Això significava que es necessitava més d'un mirall per a cada telescopi, ja que havien de ser retirats amb freqüència i ser polits de nou. Aquest procés podia requerir molt temps, ja que el poliment podia modificar la curvatura de la superfície del mirall, obligant a haver d'amolarlo per donar-li de nou la forma correcta.

#### Telescopis refractors acromàtics

Recorregut de la llum a través d'una lent acromàtica

Des del moment de la invenció dels primers telescopis refractors s'havia suposat que els errors cromàtics observats en les imatges formades per les lents eren deguts simplement a defectes en la forma esfèrica de les seves superfícies. Diferents òptics van tractar de construir lents amb diferents formes de curvatura per intentar corregir la presumpta raó d'aquests errors. Isaac Newton va descobrir en 1666 la veritable causa de l'aberració cromàtica, que en realitat era deguda a la refracció no-uniforme de la llum en travessar el vidre de la lent. Això va portar als òptics a experimentar amb lents construïdes amb més d'un tipus de vidre, en un intent de cancel·lar els errors produïts per cadascun d'ells. S'esperava poder crear una "lent acromàtica" que permetria centrar tots els colors en un sol punt, podent d'aquesta manera al seu torn produir instruments de distància focal més curta.
La primera persona que va tenir èxit en la fabricació d'un telescopi refractor acromàtic pràctic va ser Chester Moore Hall d'Essex. Va observar que la combinació dels dos humors de l'ull humà (l'humor aquós i l'humor vitri) refracten els rajos de llum per produir una imatge a la retina lliure d'aberració cromàtica, argumentant raonablement que seria possible produir un resultat similar mitjançant la combinació de lents compostes amb materials de diferents característiques de refracció. Després de dedicar algun temps a la investigació, va descobrir que mitjançant la combinació de dues peces de dos tipus diferents de vidre, es podia fabricar una lent acromàtica en la qual els efectes de les refraccions desiguals de dos colors de la llum (el vermell i el blau) quedessin corregits. En 1733 va aconseguir construir lents de telescopi amb una aberració cromàtica molt reduïda. Un dels seus instruments tenia un objectiu de 6,4 cm i una distància focal relativament talla de 51 cm.
Hall era un home independent i despreocupatper la fama; de manera que no es va molestar a publicar la seva invenció. En un judici celebrat davant el Tribunal de Westminster sobre els drets de patent concedits a John Dollond (el cas de Watkin contra Dollond), Hall va reconèixer ser l'inventor del telescopi acromàtic. No obstant això, el tribunal presidit per Lord Mansfield va dictaminar que el dret de beneficiar-se d'un invent no havia d'adjudicar-se necessàriament a l'inventor original, si no a qui ho fes públic en benefici de la humanitat.
En 1747, el cèlebre matemàtic Leonhard Euler va enviar a l'Acadèmia Prussiana de les Ciències un document en el qual tractava de demostrar la possibilitat de corregir simultàniament l'aberració cromàtica i l'esfèrica d'una lent. Igual que Gregory i Hall, sostenia a partir del coneixement de la configuració dels diversos humors de l'ull humà que es combinen per produir una imatge perfecta, que hauria de ser possible mitjançant combinacions adequades de lents de diferents mitjans de refracció, el construir un telescopi amb un objectiu perfecte. Amb l'adopció d'una hipotètica llei de la dispersió dels rajos de diferents colors de llum, Euler va demostrar analíticament la possibilitat de construir un objectiu acromàtic compost per compartiments amb aigua i lents de vidre.
Tots els esforços d'Euler per produir un objectiu real amb aquesta configuració van ser infructuosos, un fracàs que va atribuir únicament a la dificultat d'adquirir lents tallades amb la precisió necessària. John Dollond va estar d'acord amb l'exactitud de l'anàlisi d'Euler, però va negar la seva hipòtesi teòrica sobre el comportament de la llum, argumentant que la metodologia d'Euler s'oposava als resultats dels experiments de Newton sobre la refracció de la llum, i que era impossible determinar una llei de la física exclusivament a força de raonaments analítics.
En 1754, Euler va enviar a l'Acadèmia de Berlín un article addicional, en el qual a partir de la hipòtesi que la llum consisteix en vibracions excitades en un fluid elàstic pels cossos lluminosos, i que la diferència de color es deu a la major o menor freqüència d'aquestes vibracions, va ser capaç de deduir els seus anteriors resultats. Euler mai va dubtar de la veracitat dels experiments de Newton citats per Dollond.
Per la seva banda, Dollond no va respondre a aquest escrit, però poc després va rebre el resum d'un document signat pel matemàtic i astrònom suec Samuel Klingenstierna, la qual cosa li va portar a dubtar de l'exactitud dels resultats deduïts per Newton sobre la dispersió de la llum refractada. Klingenstierna demostrava mitjançant consideracions purament geomètriques (totalment apreciades per Dollond) que els resultats dels experiments de Newton obstaculitzen en contradicció amb altres fets universalment acceptats sobre la refracció.

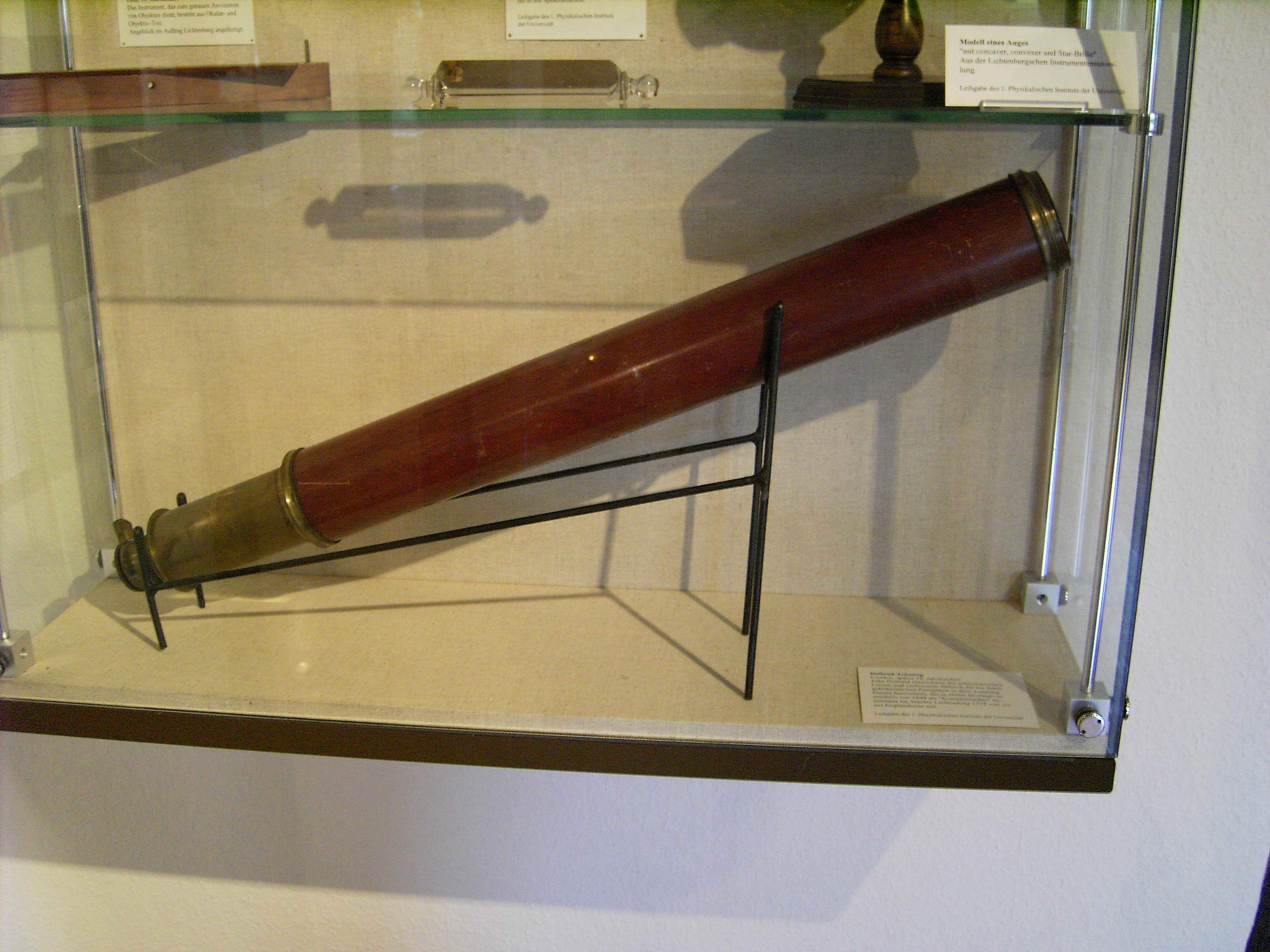
Telescopi Dollond

Donat el seu caràcter pràctic, Dollond va posar a prova al seu torn l'experiment de Newton, confirmant les conclusions de Klingenstierna. Va trobar una diferència molt més allà de les seves expectatives sobre les qualitats de refracció dels diferents tipus de vidre pel que fa a la divergència dels colors, la qual cosa ràpidament li va portar a la construcció de lents en les quals primer l'aberració cromàtica i després l'aberració esfèrica van ser corregides.
Dollond era conscient de les condicions necessàries per a la consecució de telescopis refractors acromàtics, però havia confiat en l'exactitud dels experiments realitzats per Newton. Els seus escrits demostren que sense aquest excés de confiança, hauria arribat abans a un descobriment pel qual la seva ment estava totalment preparada. En ells relata els passos successius mitjançant els quals va arribar al seu descobriment de forma independent a la invenció anterior de Hall, i els processos lògics pels quals la síntesi dels passos va ser sorgint en la seva ment. En 1765 Peter Dollond (fill de John Dollond) va introduir el triple objectiu, que consistia en una combinació de dues lents convexes de vidre crown amb una lent còncava de vidre flint entre les altres dues. Va fabricar molts telescopis amb aquest tipus de muntatge.
L'adquisició dels discos de vidre (especialment de vidre flint) de puresa i homogeneïtat adequades limitava el diàmetre i la llum de les lents utilitzades en els telescopis acromàtics. Va ser en va que l'Acadèmia de Ciències de França oferís un premi per qui pogués presentar grans discos de vidre de sílex òpticament perfectes.
No obstant això, els problemes de manteniment dels miralls metàl·lics dels poc pràctics telescopis reflectors van portar a la construcció de grans telescopis refractors. Cap a 1866 els telescopis refractors havien aconseguit els 46 cm d'obertura, amb nombrosos grans refractors construïts en la segona meitat del segle xix. En 1897, el refractor va aconseguir el seu límit màxim pràctic en un telescopi d'investigació, amb la construcció del refractor de l'Observatori Yerkes, que va aconseguir els 100 cm d'obertura (si bé el telescopi de la Gran Exposició Universal de París (1900), amb la seva lent d'1,25 m de diàmetre, va ser el major refractor mai construït,
encara que seria desmantellat poc després, després del final de l'Exposició). No podien construir-se refractors més grans, a causa de l'efecte de la gravetat sobre la lent. Atès que una lent solament pot ser mantinguda en el seu lloc recolzada per les vores, el centre d'una gran lent es deformarà cap avall a causa del seu propi pes, distorsionant significativament la qualitat de les imatges que produeix.

### Grans telescopis reflectors

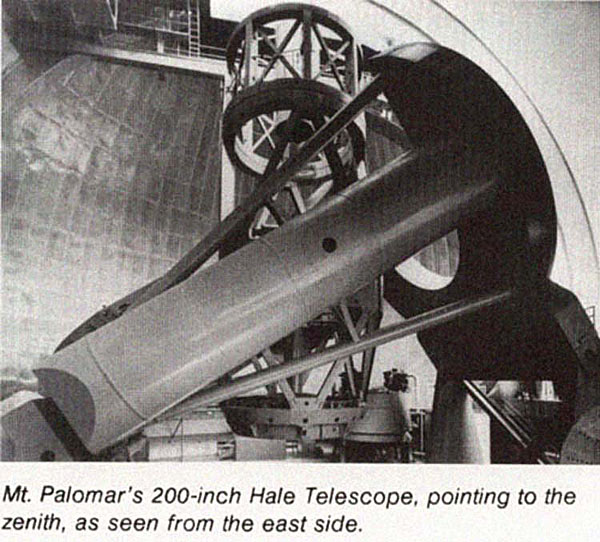
Telescopi Hale de 200" (5 m) de diàmetre, en l'Observatori el Palomar

En 1856-1857, Karl August von Steinheil i Léon Foucault van introduir un procés de deposició d'una capa de plata sobre miralls de vidre. La capa de plata no solament és molt més reflexiva i més duradora que l'acabat dels miralls de "speculum", sinó que a més tenia l'avantatge de poder ser eliminada i dipositada de nou sense canviar la forma del substrat de vidre. Cap a finals del segle xix van començar a construir-se telescopis reflectors amb miralls de vidre platejat de gran grandària, i el començament del segle xx va veure la construcció del primer dels grans reflectors d'investigació "moderns", dissenyat per prendre imatges fotogràfiques de precisió. Situat en un remot cim, buscava la claredat de l'atmosfera. Es tractava del telescopi Hale, que amb 60" (1,5 m) de diàmetre, es va inaugurar en 1908 en l'Observatori de Mount Wilson, i al que s'afegiria en 1917 un nou reflector de 100" (2,5 m), emplaçat en el mateix lloc. Aquests i altres telescopis d'aquesta grandària estaven dissenyats per permetre l'extracció dels seus miralls principals per ser platejats de nou cada pocs mesos. John Donavan Strong, un jove físic de l'Institut de Tecnologia de Califòrnia, va desenvolupar una tècnica per recobrir miralls amb una capa d'alumini molt més duradora, usant evaporació en buit tèrmica. En 1932, va anar el primer en "aluminitzar" un mirall; tres anys més tard, els telescopis de 60" i de 100" de Mount Wilson van ser els primers grans reflectores que van tenir els seus miralls aluminizats.
En 1948 es va finalitzar la construcció del Telescopi Hale en l'Observatori el Palomar, que amb el seu mirall de 200" (5 m) de diàmetre va ser el major telescopi del món fins a la finalització a Rússia vint-i-set anys més tard del telescopi BTA-6, el mirall del qual aconseguia 6,05 m. El reflector Hale va introduir diverses innovacions tècniques utilitzades en futurs telescopis, incloent els rodaments hidroestàtics per obtenir una fricció molt baixa, el dispositiu denominat Serrurier truss per compensar les deflexions causades per la gravetat en els dos miralls allotjats en el tub, i l'ús del vidre Pyrex de baixa expansió per als miralls. L'arribada de telescopis substancialment majors va haver d'esperar a la introducció de nous mètodes ideats per mantenir la forma adequada del mirall, ja que per a grandàries superiors ja no bastava amb aprofitar la rigidesa dels mateixos substrats de vidre.

#### Òptiques activa i adaptativa
La dècada de 1980 va veure la introducció de dues noves tecnologies per a la construcció de telescopis més grans i millorar la qualitat de la imatge, conegudes com òptica activa i òptica adaptativa. En l'òptica activa, un analitzador d'imatges detecta les aberracions d'una imatge dels estels un parell de vegades per minut, i un ordinador controla les forces de suport del mirall primari i la ubicació del mirall secundari per mantenir una configuració i alineació òptimes de l'òptica. El procediment és massa lent per corregir els efectes del desenfocament causat per l'atmosfera, però permet l'ús de miralls individuals prims de fins a 8 m de diàmetre, o de miralls segmentats fins i tot més grans. Aquest mètode va ser pioner en l'ESO Telescopi de Nova Tecnologia a la fi dels anys 1980. Els anys 1990 van presenciar l'aparició d'una nova generació de telescopis gegants usant òptica activa, començant per la construcció del primer dels dos telescopis de 10 m de l'Observatori W. M. Keck en 1993. Altres telescopis gegants construïts des de llavors inclouen els dos de l'Observatori Gemini, els quatre telescopis separats del Very Large Telescope, i l'òptica del Gran telescopi binocular.

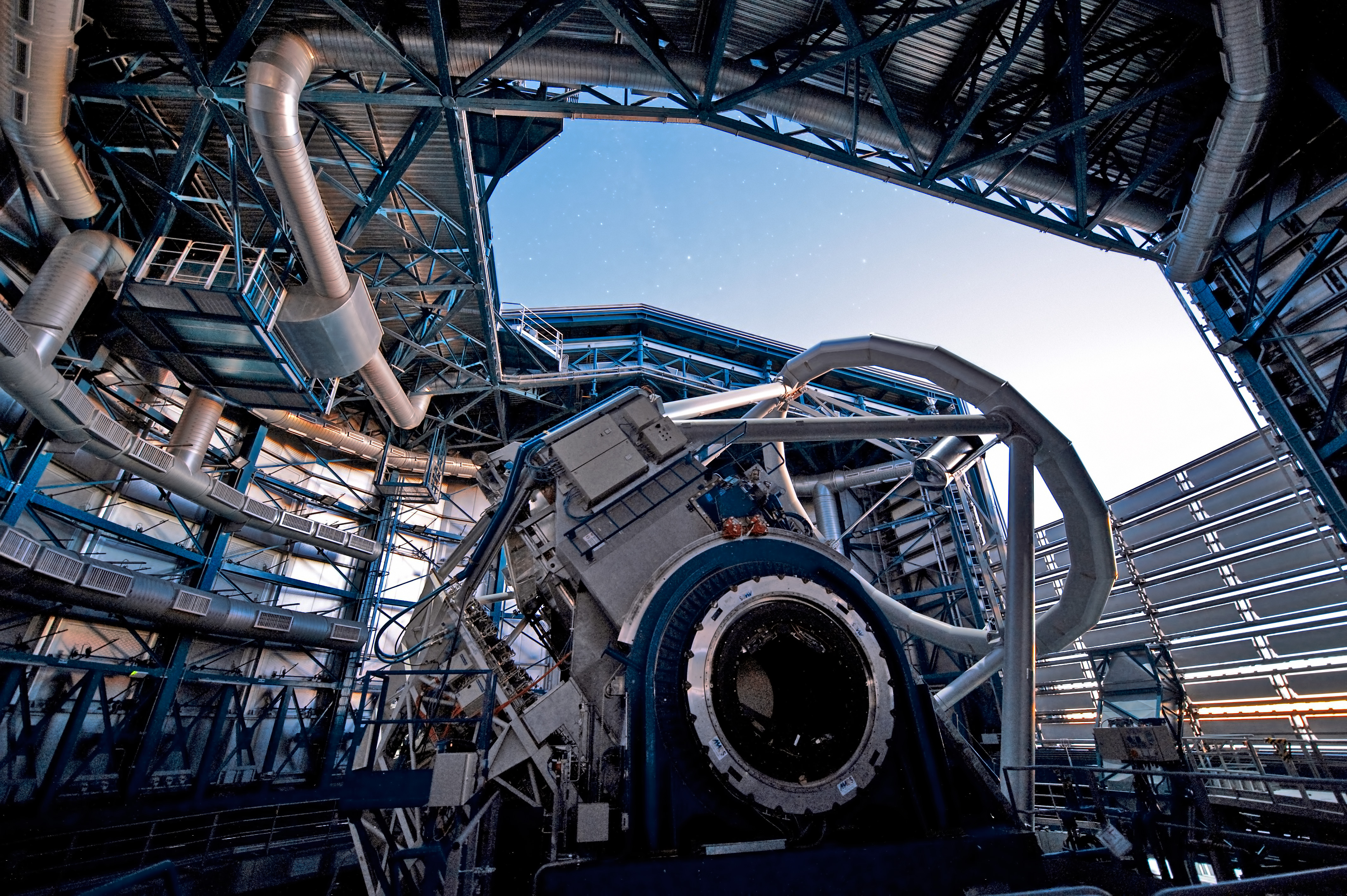
El VLT de l'Observatori Europeu Austral utilitza avançats sistemes d'òptica adaptativa per contrarestar l'efecte de distorsió de l'atmosfera terrestre

L'òptica adaptativa utilitza un principi similar, però les correccions s'apliquen diversos centenars de vegades per segon per compensar els efectes de la ràpida evolució de la distorsió òptica deguda al moviment de turbulències en l'atmosfera de la Terra. Funciona mesurant les distorsions en un front d'ona i després ho compensa mitjançant els canvis ràpids d'actuadors aplicats sobre un petit mirall deformable o utilitzant un filtre de matriu de cristall líquid. Aquesta idea va ser plantejada, en primer lloc, per Horace W. Babcock en 1953, però el seu ús no es va generalitzar en els telescopis astronòmics fins que els avanços a la tecnologia informàtica i en la dels detectors durant la dècada de 1990 van fer possible calcular la compensació necessària en temps real. En l'òptica adaptativa, les correccions d'alta velocitat mitjana precisen disposar d'un estel brillant molt prop del punt observat (o d'un estel artificial creat per un làser).
Així i tot, amb un sol estel o làser les correccions solament són eficaces sobre un camp visual molt estret (desenes de segons d'arc), i els sistemes actuals que operen en diversos telescopis de 8-10 m treballen principalment en longituds d'ona de l'infraroig proper en les seves observacions. Desenvolupaments d'aquesta tècnica inclouen sistemes amb múltiples rajos làser sobre un camp ampliat, que treballen en freqüències de diversos kilohertzs per damunt per obtenir una bona correcció en longituds d'ona visibles. En 2015 estaven desenvolupant-se proposades en aquest camp, però encara no s'havien posat en servei.

## Altres longituds d'ona
El segle xx va veure la construcció de telescopis que podien produir imatges utilitzant longituds d'ona diferents de la de la llum visible a partir de 1931, quan Karl Guthe Jansky va descobrir objectes astronòmics que generaven emissions de ràdio. Una nova era de l'astronomia d'observació va sorgir després de la Segona Guerra Mundial, amb telescopis desenvolupats per observar altres parts de l'espectre electromagnètic, des de les ones de radi als rajos gamma.

### Radiotelescopis

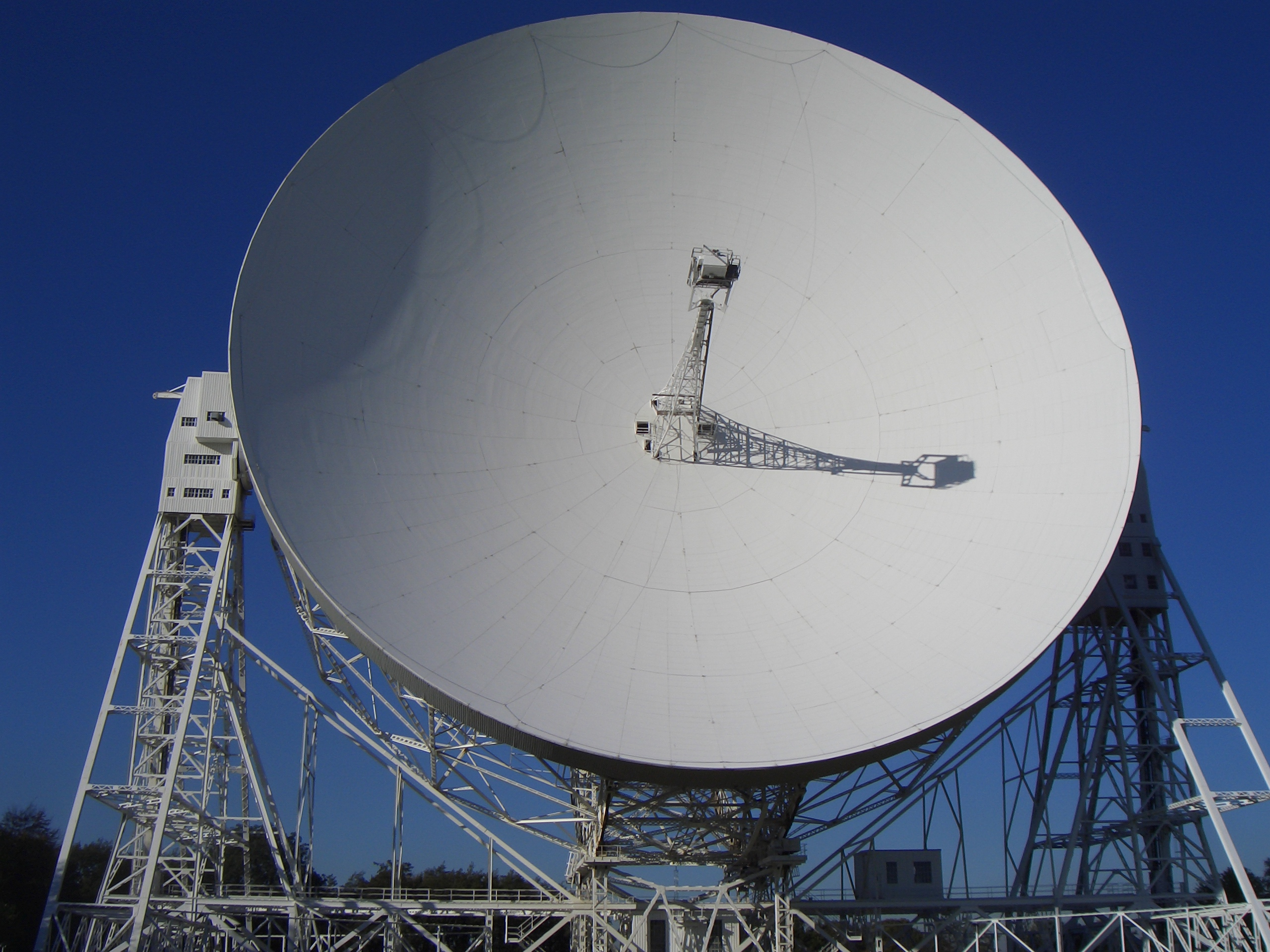
Paràbola de 76 m del radiotelescopi Lovell en l'Observatori Jodrell Bank

La radioastronomia va començar en 1931, quan Karl Guthe Jansky va descobrir que la Via Làctia era una font d'emissió de ràdio mentre realitzava una investigació sobre estàtica terrestre amb una antena direccional. Basant-se en el treball de Jansky, Grote Reber va construir un més sofisticat radiotelescopi en 1937, amb una pantalla parabòlica de 9,6 m. Utilitzant aquest aparell va descobrir en el firmament diverses fonts de ràdio inexplicables. L'interès en la radioastronomia va créixer després de la Segona Guerra Mundial, quan es van construir paràboles molt més grans com la de 76 m del radiotelescopi de l'Observatori Jodrell Bank (1957), la de 91 m del Green Bank Telescope (1962), i la de 100 m del telescopi Effelsberg (1971). L'enorme radiotelescopi d'Arecibo (1963), amb els seus 300 m de diàmetre és tan gran que va fer que es construís amb una orientació fixa aprofitant una depressió natural del terreny; l'antena central pot ser orientada per permetre que el telescopi estudiï objectes situats fins a vint graus des del zenit. No obstant això, no tots els radiotelescopis són grans paràboles. Per exemple, el Mills Cross Telescope (1954), va ser un dels primers sistemes en els quals es va utilitzar una matriu formada per dues línies perpendiculars d'antenes de 460 m de longitud per inspeccionar el cel. Les ones de radi d'alta energia es coneixen com microones, i han estat una àrea important de l'astronomia des del descobriment de la radiació de fons de microones en 1964. Molts radiotelescopis amb base en terra poden detectar aquestes microones, però són molt millor estudiades des de l'espai, a causa que el vapor d'aigua (fins i tot a grans altituds) afebleix fortament el seu senyal. El COBE (1989) va revolucionar els radiotelescopis dedicats a l'estudi de la radiació del fons de microones.
Per millorar la baixa resolució d'aquests dispositius, els radiotelescopis van ser el primer sistema que va utilitzar la interferometria, valent-se que dos o més instruments separats a gran distància observessin simultàniament la mateixa font. La interferometria de molt llarga base va estendre la tècnica a través de milers de quilòmetres, i va permetre augmentar les resolucions obtingudes pels radiotelescopis a uns pocs mil·lisegons d'arc. El Gran Telescopi Mil·limètric (actiu des de 2006) detecta les longituds d'ona compreses entre 0,85 i 4 mm, alçant un pont entre els telescopis submilimètrics en l'infraroig llunyà i els radiotelescopis en longituds d'ona llargues, com la banda de microones entre 1 mm i 1 m .

### Telescopis d'infrarojos (700 nm / 0,7 micres - 1000 micres / 1 mm)
Atès que la radiació infraroja és absorbida per l'atmosfera, l'astronomia infraroja de certes longituds d'ona sol dur-se a terme en muntanyes elevades, on es minimitza l'absorció produïda pel vapor d'aigua atmosfèric. Utilitzant detectors adequats, la majoria dels telescopis òptics en altituds elevades han estat capaces d'obtenir imatges en longituds d'ona infraroges. Alguns telescopis com l'UKIRT de 3.8 m i el IRTF de 3 m -tots dos en el Mauna Kea- detecten la radiació infraroja. El llançament del satèl·lit IRES en 1983 va revolucionar l'astronomia infraroja des de l'espai. Aquest telescopi reflector tenia un mirall de 60 cm, operant durant nou mesos fins que el subministrament de (heli líquid) refrigerant es va esgotar. Va observar el firmament complet, detectant més de 245.000 fonts infraroges; multiplicant per 100 el nombre prèviament conegut.

### Telescopis ultraviolats (10 nm - 400 nm)
Els telescopis òptics creen imatges en l'ultraviolat proper, encara que la capa d'ozó en l'estratosfera absorbeix la radiació ultraviolada més curta que 300 nm, així que la majoria de l'astronomia ultraviolada es duu a terme amb satèl·lits. Els telescopis ultraviolats s'assemblen als telescopis òptics, però no es poden utilitzar miralls convencionals recoberts d'alumini, que són substituïts per recobriments alternatius com fluorur de magnesi o fluorur de liti. El satèl·lit Orbiting Solar Observatory ja va dur a terme observacions en l'ultraviolat en una data tan primerenca com 1962. L'International Ultraviolet Explorer (1978) va estudiar sistemàticament el cel durant divuit anys, utilitzant un telescopi de 45 cm d'obertura amb dos espectroscopis. L'astronomia en l'ultraviolat extrem (10-100 nm) és una disciplina per dret propi i implica moltes de les tècniques de l'astronomia de rajos X; l'Extreme Ultraviolet Explorer (1992) va ser un satèl·lit que va operar sobre aquestes longituds d'ona.

### Telescopis de rajos X (0,01 nm - 10 nm)
Els rajos X procedents de l'espai no aconsegueixen la superfície terrestre, per la qual cosa l'astronomia de rajos X ha de dur-se a terme per sobre de l'atmosfera. Els primers experiments d'observació de rajos X es van dur a terme amb coets de vol suborbital, la qual cosa va permetre la detecció de rajos X procedents del Sol (1948) i les primeres fonts de rajos X galàctiques: Scorpius X-1 (juny de 1962) i la Nebulosa del Cranc (octubre de 1962). Des de llavors, els telescopis de rajos X (telescopis Wolter) s'han construït utilitzant miralls col·lectors niats que desvien els rajos X a un detector. Alguns dels observatoris en òrbita van dur a terme labors en astronomia de rajos X a la fi de 1960, però el primer satèl·lit dedicat específicament a l'observació dels rajos X va ser el Uhuru (1970), que va descobrir 300 fonts. Satèl·lits de rajos X posteriors inclouen l'EXOSAT (1983), ROSAT (1990), Chandra (1999), i Newton (1999).

### Telescopis de rajos gamma (menys de 0:01 nm)
Els rajos gamma són absorbits per les capes altes de l'atmosfera terrestre, per la qual cosa la majoria de l'astronomia de rajos gamma es duu a terme amb satèl·lits. Els telescopis de rajos gamma utilitzen comptadors de centelleig, càmeres d'espurnes, i més recentment, detectors electrònics. La resolució angular dels dispositius de síntesis és molt pobra. Es van dur a terme experiments utilitzant petits instruments amb transmissors en la dècada de 1960, però l'astronomia de rajos gamma realment va començar amb el llançament del satèl·lit OSO 3 en 1967. Els primers satèl·lits dedicats a la detecció de rajos gamma van ser el SAS B (1972) i el Cos B (1975). El Observatori de raigs gamma Compton (1991) va suposar una gran millora pel que fa als detectors anteriors. Els molt rars rajos gamma d'alta energia (per sobre de 200 GeV) poden ser detectats des de la superfície terrestre a través de la radiació de Txerenkov produïda pel pas dels rajos gamma a través de l'atmosfera de la Terra. Diversos telescopis d'imatge Txerenkov s'han construït al voltant del món, incloent el High Energy Gamma Ray Astronomy (1987), el STACEE (2001), el HESS (2003), i el MAGIC (2004).

## Telescopis interferomètrics
En 1868, el físic francès Hippolyte Fizeau va observar que la disposició de miralls o lents de vidre en un telescopi convencional podia associar-se amb una aproximació de la transformada de Fourier del camp d'ones òptiques que incideixen en el telescopi. Com aquesta transformació matemàtica era ben entesa i es podia representar matemàticament sobre el paper, va deduir que mitjançant l'ús d'una matriu de petits instruments seria possible mesurar el diàmetre d'un estel amb la mateixa precisió que amb un sol telescopi que anés tan gran com tota la matriu, amb una tècnica que més tard seria coneguda com interferometria astronòmica. No va ser fins a 1891 quan Albert Abraham Michelson va utilitzar amb èxit aquesta tècnica per al mesurament de diàmetres angulars astronòmics, concretament el dels satèl·lits de Júpiter en 1891. Trenta anys més tard, un mesurament interferomètrica directa d'un diàmetre estel·lar va ser finalment realitzada per Michelson i Francis G. Pease en 1921, aplicant el seu interferòmetre de (6,1 m) sobre el telescopi Hooker de 100" situat en l'Observatori de Mount Wilson.
El següent desenvolupament important es va produir en 1946, quan Ryle i Vonberg (Ryle i Vonberg, 1946) van detectar una sèrie de noves fonts de ràdio còsmiques mitjançant la construcció d'una analogia radioastronòmica de l'interferòmetre de Michelson. Els senyals procedents de dues antenes de ràdio es van superposar electrònicament per produir interferències. El telescopi de Ryle i de Vonberg utilitzava la rotació de la Terra per explorar el cel en una dimensió. Amb el desenvolupament de les matrius més grans de computadores capaces de calcular ràpidament les transformades de Fourier necessàries, es van desenvolupar ràpidament els primers instruments d'imatges de síntesis d'obertura, amb els quals s'han pogut obtenir imatges d'alta resolució gràcies a les transformades de Fourier sense la necessitat d'utilitzar un reflector parabòlic gegantesc. Aquesta tècnica s'utilitza actualment en la majoria de les observacions de radioastronomia. Els radioastrònoms aviat van desenvolupar mètodes matemàtics per realitzar imatges de síntesis d'obertura de Fourier usant conjunts de telescopis molt més grans, sovint repartits en més d'un continent. En la dècada de 1980, aquesta tècnica es va estendre tant a la llum visible com a l'astronomia infraroja, proporcionant les primeres imatges de molt alta resolució òptiques i infraroges dels estels propers.
En 1995 es va posar a punt aquesta tècnica d'imatge per primera vegada amb el Cambridge Optical Aperture Synthesis Telescope (COAST), una matriu de telescopis òptics separats entre si, la qual cosa va permetre obtenir una millora addicional en la resolució resultant. Les mateixes tècniques s'han aplicat en nombroses altres xarxes de telescopis astronòmics incloent el Navy Prototype Optical Interferometer, la CHARA array, i la matriu del IOTA. En 2008, Max Tegmark i Matías Zaldarriaga van proposar un disseny de "Telescopi de Transformació Ràpida de Fourier" en el qual es podria prescindir per complet de lents i miralls quan les computadores siguin capaces de dur a terme totes les transformacions de Fourier necessàries.